# Чжаоцін
Чжаоцін (кит. 肇庆, пін. Zhàoqìng) — міський округ на заході китайської провінції Гуандун, на кордоні з Гуансі. Головна міська зона округу була традиційно відома, і продовжує бути неформально відома, як місто Чжаоцін. В ході перепису 2010 року його населення становило 3 918 467 осіб, з них 1 232 462 жили в урбанізованих районах Дуаньчжоу і Гаояо.

## Географія

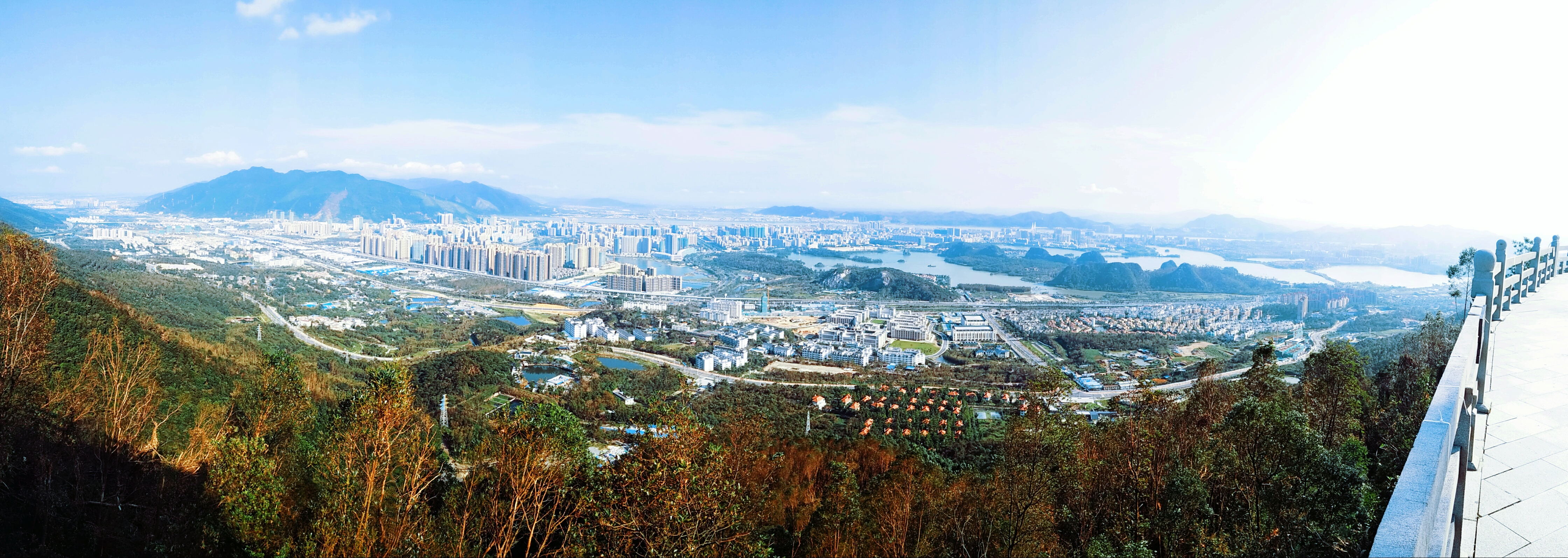
Панорама міств

Місто Чжаоцін стоїть на річці Сіцзян (Західна), що тече на схід до Гуанчжоу, де разом з річкою Бейцзян (Північна) утворює так звану дельту Перлинної річки.
Чжаоцін розташований за 110 км на північний захід від Гуанчжоу, в Західній дельті Перлинної річки. На південь і захід від Чжаоціна простягається рівнина з горами на сході і півночі. Місцевість — за винятком семи Зоряних скель — досить пласка, але густо порослі лісом гори лежать за його межами.

### Клімат
Місто розташовується у зоні, що характеризується вологим субтропічним кліматом. Найтепліший місяць — липень з середньою температурою 28.9 °C (84 °F). Найхолодніший місяць — січень, з середньою температурою 13.9 °C (57 °F).
| Клімат Чжаоціна         | Клімат Чжаоціна | Клімат Чжаоціна | Клімат Чжаоціна | Клімат Чжаоціна | Клімат Чжаоціна | Клімат Чжаоціна | Клімат Чжаоціна | Клімат Чжаоціна | Клімат Чжаоціна | Клімат Чжаоціна | Клімат Чжаоціна | Клімат Чжаоціна | Клімат Чжаоціна |
| Показник                | Січ.            | Лют.            | Бер.            | Квіт.           | Трав.           | Черв.           | Лип.            | Серп.           | Вер.            | Жовт.           | Лист.           | Груд.           | Рік             |
| Середній максимум, °C   | 18              | 18              | 21              | 25              | 29              | 31              | 33              | 32              | 31              | 28              | 24              | 20              | 25              |
| Середня температура, °C | 14              | 14              | 18              | 22              | 26              | 28              | 29              | 29              | 27              | 24              | 20              | 15              | 22              |
| Середній мінімум, °C    | 10              | 11              | 15              | 19              | 23              | 24              | 25              | 25              | 24              | 20              | 15              | 11              | 18              |
| Норма опадів, мм        | 39              | 63              | 76              | 172             | 266             | 253             | 208             | 258             | 164             | 65              | 43              | 26              | 1634            |
| ----------------------- | --------------- | --------------- | --------------- | --------------- | --------------- | --------------- | --------------- | --------------- | --------------- | --------------- | --------------- | --------------- | --------------- |
| Джерело: Weatherbase    |                 |                 |                 |                 |                 |                 |                 |                 |                 |                 |                 |                 |                 |

## Адміністративний поділ
Міський округ поділяється на 3 райони, 1 місто і 4 повіти:
| Карта                                                         | Карта     | Карта    | Карта            |
| ------------------------------------------------------------- | --------- | -------- | ---------------- |
| Хуайцзі Гуаннін Сихуей Фенкай Децін Гаояо Дінху ① ① Дуаньчжоу |           |          |                  |
| Статус                                                        | Назва     | Оригінал | Населення (2020) |
| Район                                                         | Дінху     | 鼎湖区   | 209 116          |
| Район                                                         | Дуаньчжоу | 端州区   | 602 402          |
| Район                                                         | Гаояо     | 高要区   | 741 591          |
| Місто                                                         | Сихуей    | 四会市   | 640 910          |
| Повіт                                                         | Гуаннін   | 广宁县   | 408 112          |
| Повіт                                                         | Децін     | 德庆县   | 331 438          |
| Повіт                                                         | Фенкай    | 封开县   | 374 848          |
| Повіт                                                         | Хуайцзі   | 怀集县   | 805 177          |

## Історія

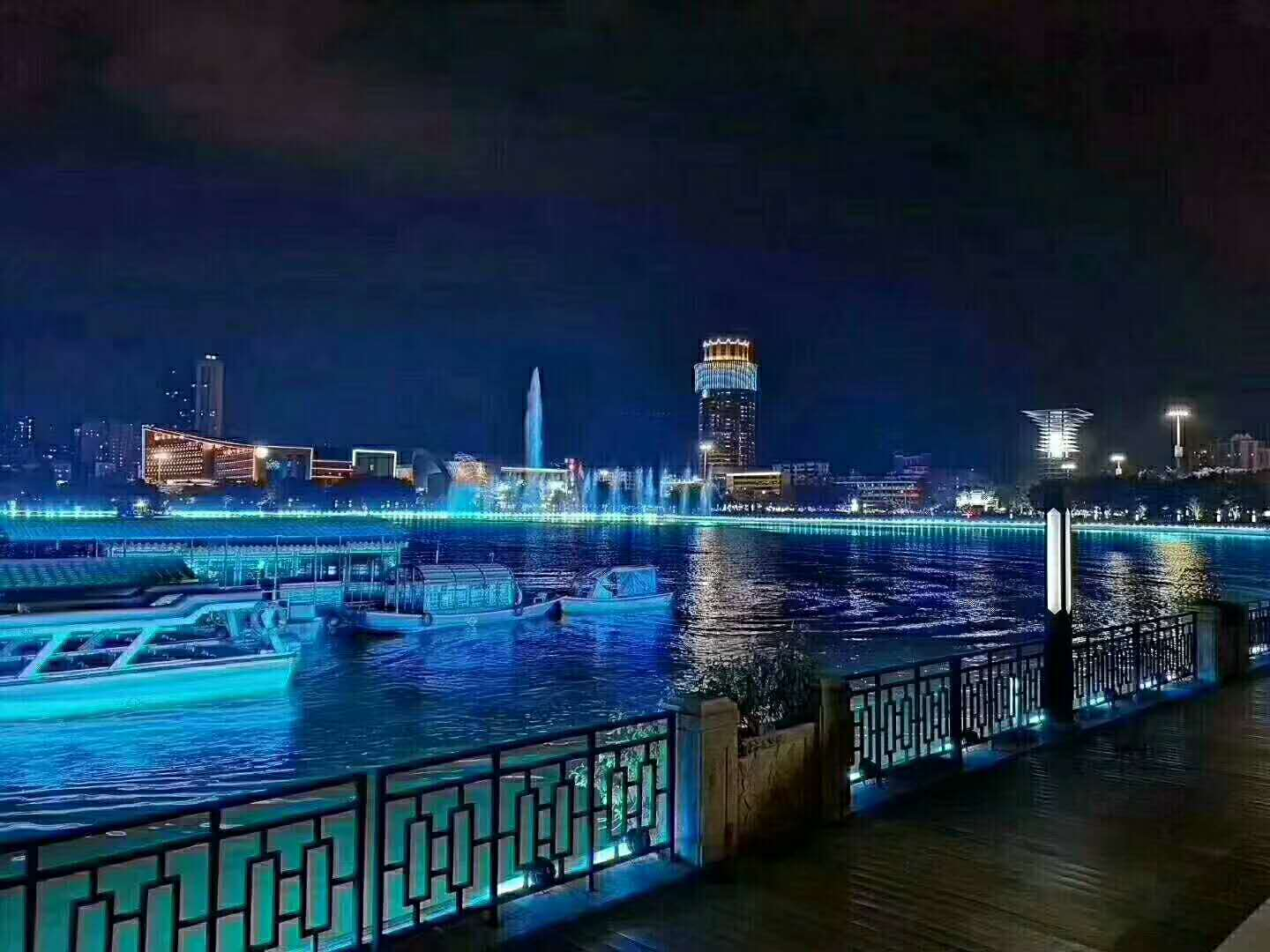

Раніше одне з найважливіших міст в Південному Китаї, Чжаоцін втратив значення під час правління династії Цінь. Тому тепер в першу чергу відомий туризмом і як провінційне студентське місто. Жителі Гуанчжоу, Шеньчженя та інших міст дельти Перлинної річки відвідують його на екскурсії у вихідні дні. Це також зростаючий виробничий центр.

## Освіта і спорт

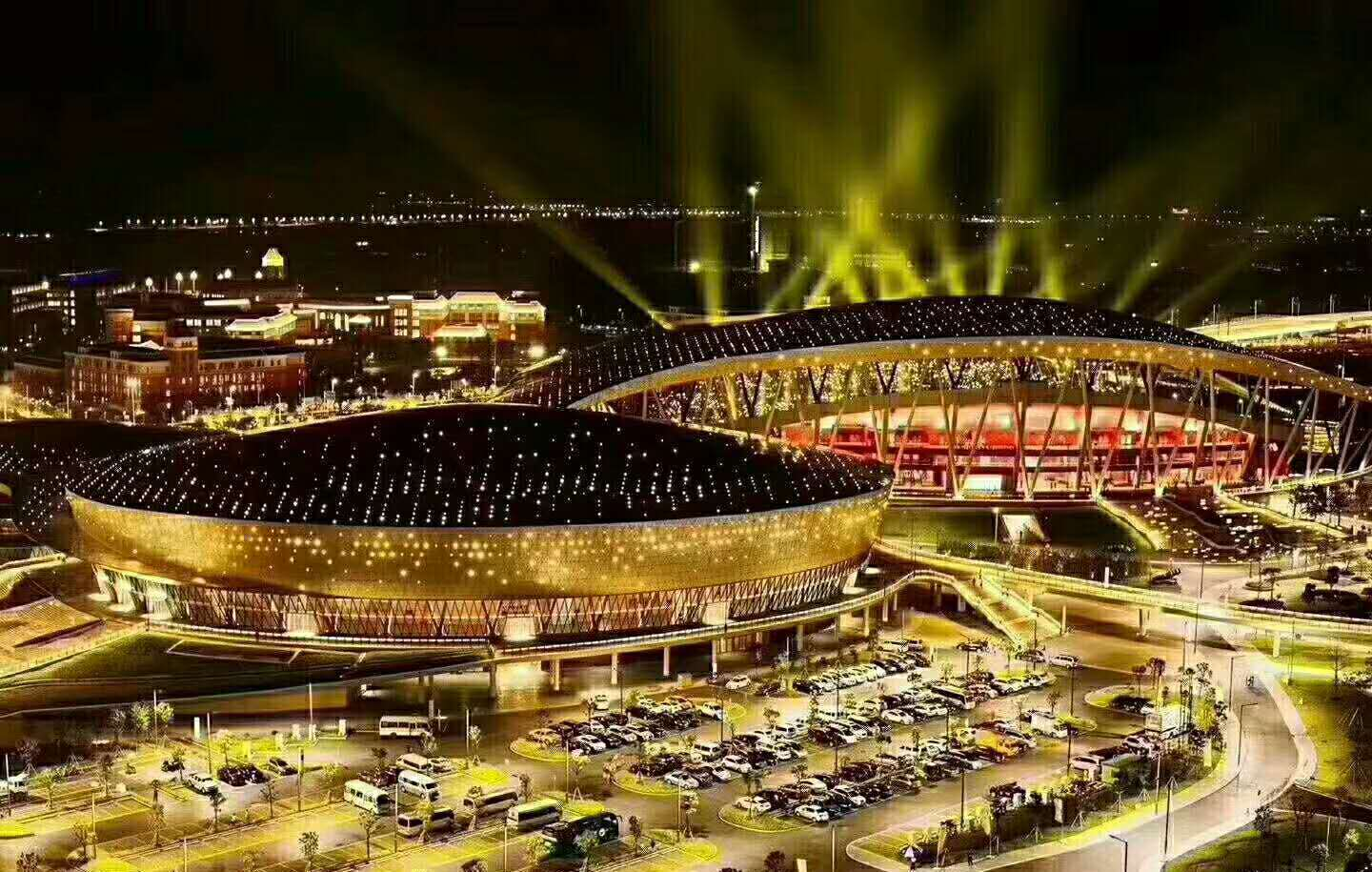
Стадіон

Чжаоцін має університет, а також є домівкою для кампусу Гуандунського університету фінансів. Існує також коледж іноземних мов Чжаоцін, канадсько-американська школа і безліч інших шкіл, в тому числі тих, які спеціалізуються на вивченні іноземних мов. Особливістю даного міста є сильно розвинені спортивні заклади. Зокрема веслування та футбол. У місті базується національна команда з веслування, футбольний клуб та 3 футбольні школи.Коледжі та університети:
- Університет Чжаоцин
- Чжаоцінський Коледж Іноземних Мов
- Гуандунський коледж бізнесу і технологій
- Чжаоцінський Фінансовий Університет

У 2018 році у Чжаоціні проводились малі Олімпійські Ігри, до відкриття яких було збудовано великий спортивний комплекс, що включає 2 стадіони з натуральним покриттям, 2 поля зі штучним покриттям та тренувальні поля зі штучним покриттям у місті Дінху та відреконструйований стадіон у місті Чжаоцін (місткість після реконструкції 28300 місць) на якому проводить свої офіційні матчі муніципальна команда Дуаньчжоу